# Ruta chalepensis

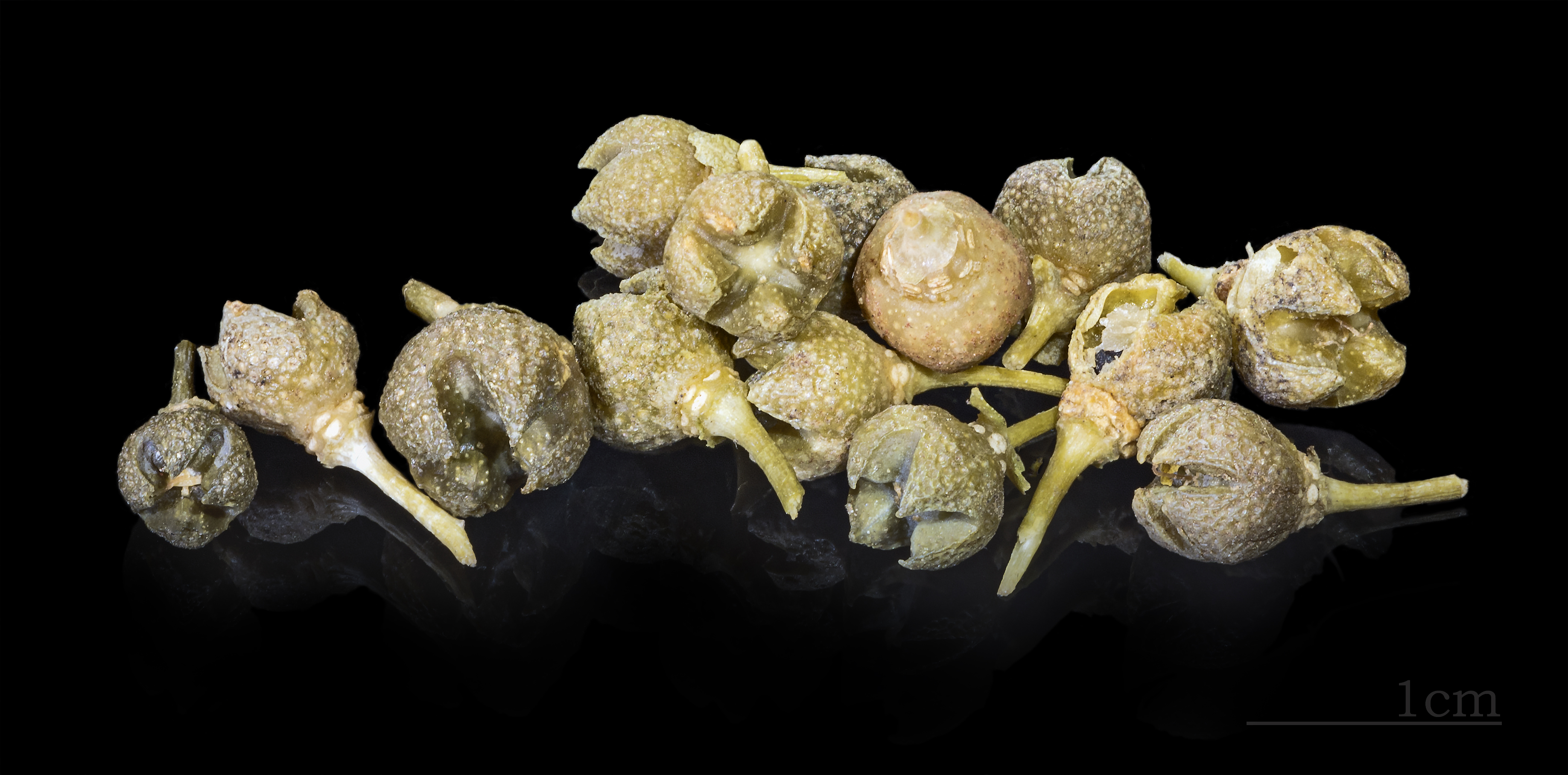
Frutas secas.

Ruta chalepensis é uma espécie de planta com flor pertencente à família Rutaceae. 
A autoridade científica da espécie é L., tendo sido publicada em Mantissa Plantarum 1: 69. 1767.
Os seus nomes comuns são arruda, arruda-dos-calcários ou erva-da-inveja.

## Portugal
Trata-se de uma espécie presente no território português, nomeadamente em Portugal Continental, no Arquipélago dos Açores e no Arquipélago da Madeira.
Em termos de naturalidade é nativa de Portugal Continental e Arquipélago da Madeira e introduzida no arquipélago dos Açores.

## Protecção
Não se encontra protegida por legislação portuguesa ou da Comunidade Europeia.